# ژانا پینتوسویچ-بلوک
ژانا پینتوسویچ-بلوک (اوکراینی: Жанна Пінтусевич-Блок؛ زادهٔ ۶ ژوئیهٔ ۱۹۷۲) دونده اهل اوکراین بود.